# Lodewijk Jozef van Vendôme
Lodewijk Jozef van Vendôme (Parijs, 1 juli 1654 - Vinaròs, 11 juni 1712) was hertog van Vendôme en Beaufort en was maarschalk van Frankrijk.

## Biografie
Lodewijk Jozef van Vendôme werd geboren als de oudste zoon van hertog Lodewijk II van Vendôme. Via zijn vader stamde hij af van koning Hendrik IV van Frankrijk. Hij werd al op vroege leeftijd wees en werd vervolgens opgevoed door zijn tante Marie Anne Mancini. Hij ging al op achttienjarige leeftijd dienen in het Franse leger en in 1688 had hij al de rank van luitenant-generaal bereikt. Tijdens de Negenjarige Oorlog diende hij onder maarschalk Frans van Montmorency in de Slag bij Steenkerke en onder Nicolas Catinat bij Marsiglia. In 1695 werd hij benoemd tot maarschalk van Frankrijk.
Vervolgens leidde de hertog van Vendôme zijn legers in de Spaanse Successieoorlog aan in Italië en wist hij bij Cassano een overwinning te behalen op zijn neef Eugenius van Savoye. Hij werd vervolgens naar Vlaanderen gestuurd en leidde het Franse leger aan in de Slag bij Oudenaarde dat tot een dramatisch verlies voor de Fransen leidde.
Hierop besloot Lodewijk Jozef van Vendôme om met pensioen te gaan, maar zijn pensioen duurde niet al te lang want al snel verkreeg hij een positie over het Franse leger in Spanje. Aldaar wist hij zijn laatste overwinningen te behalen, maar nog voor het einde van de oorlog overleed hij vrij plotseling. Hij werd vervolgens begraven in het Escorial. Reeds in 1710 was hij getrouwd met Marie Anne de Bourbon, maar dit huwelijk bleef kinderloos door zijn vroegtijdig overlijden.